# 에그노그

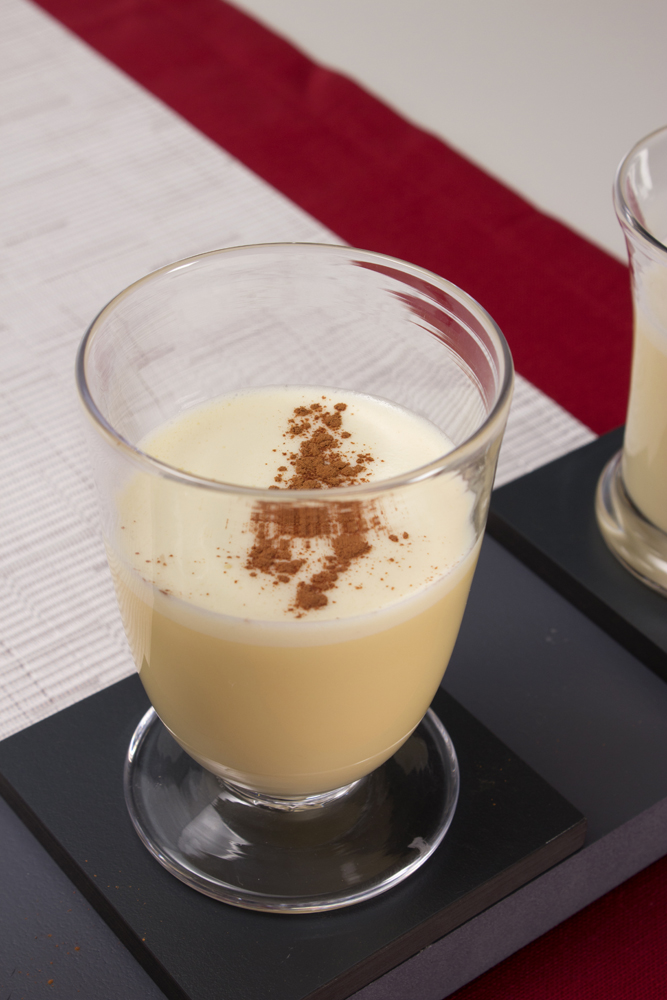
시나몬을 넣은 에그노그

에그노그(영어: eggnog)는 우유를 기반으로 한 음료이다. 우유, 크림, 설탕, 달걀, 분말 계피 등으로 맛을 낸다. 럼, 브랜디, 위스키 같은 다양한 알코올을 첨가하기도 한다.
캐나다, 미국, 일부 유럽 등의 지역에서 전통적으로 성탄절에 소비되는 음료이다.